# Bordläggning (sjöfart)

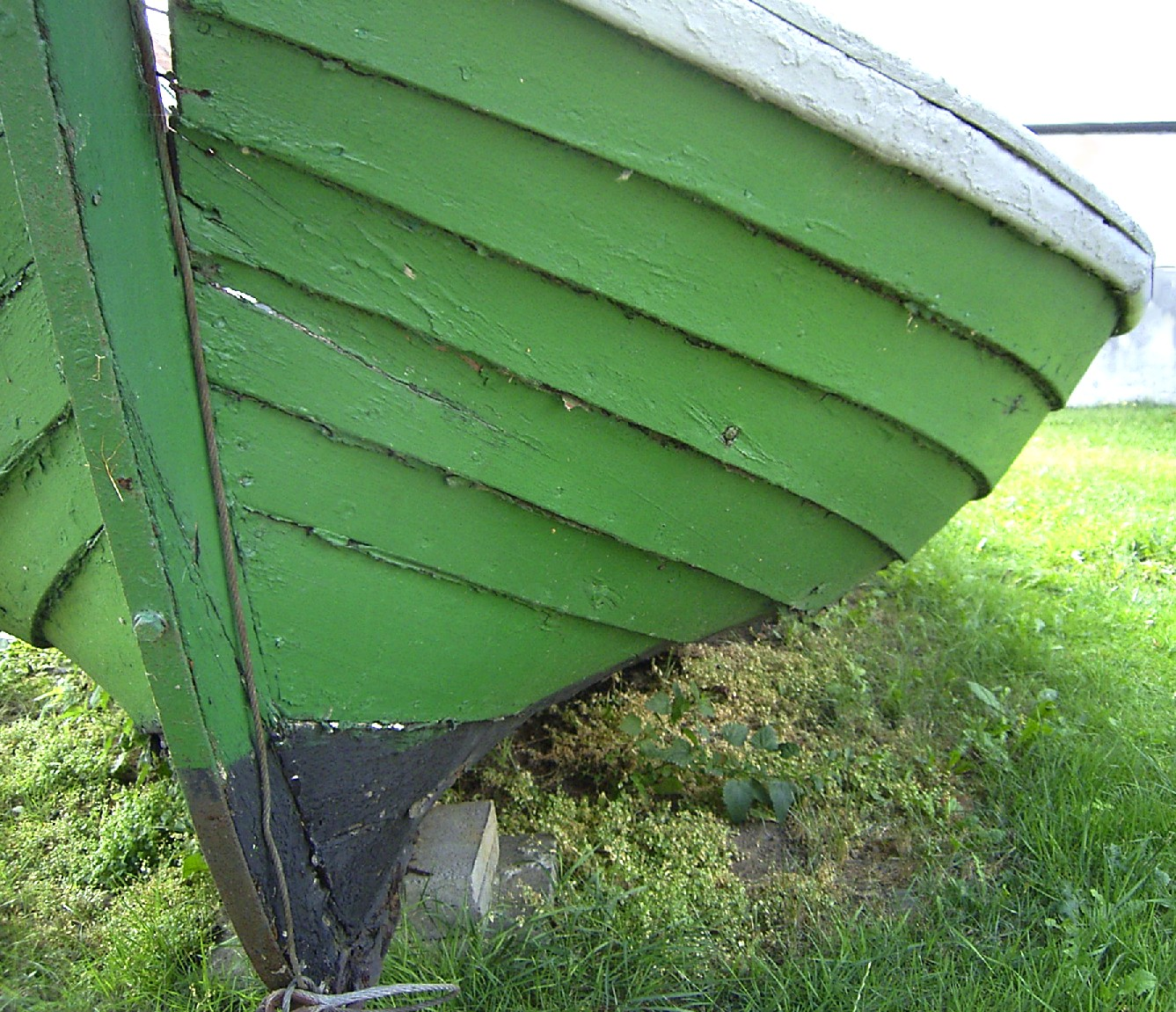
Bordläggning från utsidan.

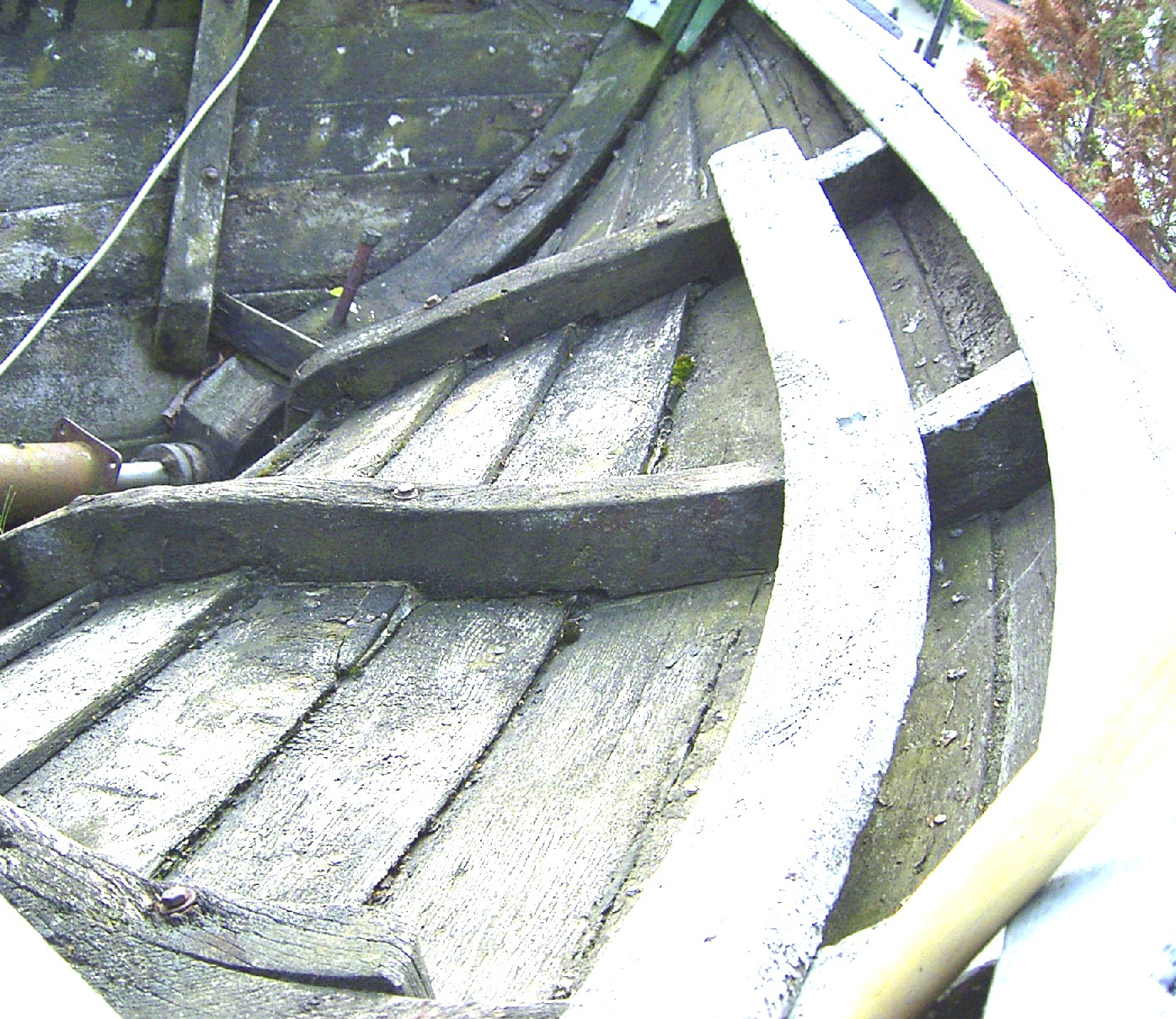
Bordläggning från insidan. Här syns också reling, spant med mera.

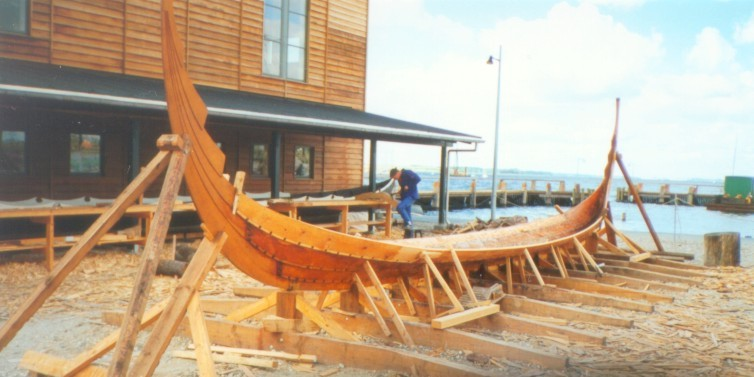
Nybyggnad av ett vikingskepp i Roskilde

Bordläggningen är det yttre skalet i en träbåts eller ett -fartygs skrov. De enskilda plankorna i ett träskrov kallas bord, därav benämningen. Bordläggningen kan utföras med olika material som till exempel trä, stål, aluminium eller glasfiberarmerad polyester. Bordläggningen stöds i allmänhet på insidan av spant. I plast- och glasfiberbåtar används i regel inte egentliga spant, utan den invändiga förstärkningen utgörs av inredningen och av längs- och tvärskott.
Träbåtars bord kan antingen läggas så att borden något överlappar och i första hand fästs vid varandra (klinkbygge), eller så att plankorna läggs invid varandra och endast fästs vid spanten (kravellbygge). Den förstnämnda metoden ger ett lättare skrov på båtar och mindre fartyg, medan den senare ger ett slätt skrov och lämpar sig bättre för stora fartyg (där spanten måste vara grova oberoende av bordläggningsmetod)[källa behövs].
I träfartyg har man använt även en inre bordläggning, garnering, för att uppnå en tillräcklig styrka. Bordläggningen är fäst i spunningen i kölen samt i för och akterstävar, och i akterspegeln om farkosten är tvärgattad. Bordläggningen är laskad på längden på olika sätt beroende på vilken metod man valt för att utföra bordläggningen. Diagonalbyggnad är ett sätt att utföra bordläggningen i en sjögående farkost byggd av trä, men denna metod har inte kommit till användning i större omfattning. Bordfyllt är skrovet när det sista bordet är monterat. 
Bordläggning av stål eller aluminium byggs på en spantstomme i motsvarande metall, i de tidigare skroven var bordläggningen nitad tillsammans vid överlappningar av plåtar och längsstråk och mot köl, stävar och spant. I modernare skrov är det uteslutande svetsning som används när man förenar skrovets plåtar till varandra samt till kölen och stävar och den övriga konstruktionen.